# The Next Civil War
The Next Civil War: Dispatches from the American Future (en español: «La próxima guerra civil: despachos del futuro estadounidense») es un libro escrito por el novelista y periodista canadiense Stephen Marche. El autor sugiere en el libro que los Estados Unidos podría llegar a ser gobernado por una dictadura de extrema derecha en la próxima década.
Se basa en «modelos predictivos sofisticados y casi doscientas entrevistas con expertos: estudiosos de la guerra civil, líderes militares, funcionarios encargados de hacer cumplir la ley, agentes del servicio secreto, especialistas en agricultura, ambientalistas, historiadores de guerra y politólogos». Marche preparó planes para la próxima guerra civil negociando con soldados y expertos del ejército que toman el control de los conflictos.

## Antecedentes
En octubre de 2018, el novelista y periodista canadiense Stephen Marche escribió un ensayo llamado «The Next American Civil War» («La próxima guerra civil estadounidense») en The Walrus. Se mencionó que tal guerra tendría un impacto en Canadá. Marche escribió que «averiguar lo que sucederá allí significa averiguar a qué nos enfrentaremos eventualmente aquí». Después de dos años, este artículo se publicó en forma de libro llamado The Next Civil War: Dispatches from the American Future. El libro contiene argumentos y temas sobre la historia estadounidense contemporánea que se discutieron por completo. Finalmente, el autor hizo predicciones sobre el futuro de Estados Unidos.

## Contexto
Como muestra el título del libro, el autor oscila entre la alta posibilidad de una guerra civil y la idea de la capacidad de evitar tal guerra. Como mencionó Marche, la próxima guerra civil en Estados Unidos surgirá del significado, «La diferencia es el núcleo de la experiencia estadounidense». Marche afirma que los ciudadanos estadounidenses no pueden tolerar las desigualdades económicas o sociales.
El autor explicó cinco «escenarios potenciales» de cómo podría ocurrir la guerra civil en los Estados Unidos: «una confrontación violenta entre el gobierno federal y un grupo de milicias de extrema derecha, el asesinato de un presidente demócrata, la destrucción de la ciudad de Nueva York en un súper huracán, la detonación de una bomba sucia en Washington D. C. y la secesión relativamente pacífica de estados que se han dado cuenta de que sus diferencias culturales y políticas pesan más que su historia compartida».
Según la reseña escrita por Ed Simon, Marche creía que la delegación de tropas en Washington D. C., los ataques de la derecha a funcionarios electos, la interrupción de la alternancia pacífica del poder y el asalto al Capitolio de los Estados Unidos de 2021 allanan el camino para comenzar la guerra civil en los Estados Unidos. Escribió que si uno hubiera leído «sobre ellos en otro país, pensarías que ya había comenzado una guerra civil». Debido a que los estadounidenses tienen una imagen clara de la guerra civil, no pueden considerar los sucesos mencionados como una señal de conflicto civil. Ed Simon concuerda con lo que Marche dice sobre la democracia estadounidense, diciendo: «Después de los años de Trump, los demócratas han intentado curar las heridas infligidas a las instituciones estadounidenses, pero siguen estando abrumadoramente comprometidos con las viejas formas, con los Estados Unidos en los que crecieron».
Los dos últimos capítulos del libro se denominan «The End of the Republic» («El fin de la República») y «A Note on American Hope» («Una nota sobre la esperanza estadounidense»).

## Reseñas
Ed Simon estuvo de acuerdo con las críticas de Marche sobre la falta de preocupación entre los liberales estadounidenses, donde afirmó: «Los liberales estadounidenses en las principales ciudades mantienen una especie de fe desesperada en las instituciones del país que equivale casi a una ilusión».
Kirkus Reviews, una revista estadounidense de reseñas de libros, considera que el libro está bien investigado.
Steven W. Beattie en Toronto Star afirmó: «Marche tiene que lidiar con personas que esperan un estudio extenso y completo de los acontecimientos en curso en los Estados Unidos, pero el hecho es que la historia está galopando demasiado rápido como para siquiera intentar una visión a largo plazo».
Fintan O'Toole, que escribe para The Atlantic, criticó fuertemente el libro. Según él, el autor estaba promoviendo una mentalidad apocalíptica que solo contribuiría a aumentar el partidismo y la posible violencia, como sucedió en el caso de Irlanda del Norte durante su conflicto armado.